# Scalpellum minutum
Scalpellum minutum is een rankpootkreeftensoort uit de familie van de Scalpellidae.